# Loris Lonardi
Loris Lonardi (Bussolengo, 6 agosto 1932 – 28 maggio 2019) è stato un calciatore italiano, di ruolo centrocampista.

## Carriera
Ala, ha esordito in Serie A con la maglia del Palermo il 18 settembre 1956 in Palermo-Vicenza (3-1).